# Morelos, Sonora
Morelos är en ort i Mexiko.   Den ligger i kommunen Huatabampo och delstaten Sonora, i den västra delen av landet, 1 400 km nordväst om huvudstaden Mexico City. Morelos ligger 6 meter över havet och antalet invånare är 207.
Terrängen runt Morelos är mycket platt. Runt Morelos är det ganska tätbefolkat, med 58 invånare per kvadratkilometer. Närmaste större samhälle är Huatabampo, 10,7 km öster om Morelos. Trakten runt Morelos består till största delen av jordbruksmark.